# آتش‌سوزی جنگل‌های ترکیه ۲۰۲۱
آتش‌سوزی جنگل های ترکیه ۲۰۲۱ (به انگلیسی: 2021 Turkish wildfires) تعداد بیش از صد آتش‌سوزی بود که بیشتر در استان‌های جنوبی ترکیه رخ داد. آتش‌سوزی جنگل‌ها در ماناوگات استان آنتالیا در ۲۸ ژوئیه ۲۰۲۱ با دمای حدود ۳۷ درجه سانتی‌گراد (۹۹ درجه فارنهایت) آغاز شد. تا ۳۰ ژوئیه ۲۰۲۱، در مجموع ۱۷ استان، از جمله میلاس، آدانا، عثمانیه، مرسین و قیصریه درگیر آتش‌سوزی‌های گسترده و همزمان شدند.

## آتش‌سوزی در جنگل‌های هوزات
در ۲۳ اوت ۲۰۲۱ اعلام شد که جنگل‌های منطقۀ هوزات در استان کردنشین تونج‌ایلی ۶ روز است که دچار آتش‌سوزی شده‌اند و نهادهای دولتی هم به هیچ اقدامی برای خاموش کردن آن مبادرت نمی‌ورزند. این آتش‌سوزی پس از عملیات نظامی ارتش در گورستان کوچری در روستای کوروکایماک در منطقۀ هوزات در روز ۱۸ اوت آغاز شد. کانون وکلای استان تونج‌ایلی پیشتر اعلام کرده‌بود که با اتکا به مادۀ ۶۸۳۱ قانون جنگل‌ها و مادۀ ۲۸۷۲ قانون محیط زیست شکایتی را در این مورد در دستگاه قضایی ترکیه ثبت می‌کند. در ۲۵ اوت و نهمین روز آتش‌سوزی اعلام شد که آتش به روستای اوزون‌چشمه سرایت کرده‌است.

در ۲۷ اوت ۲۰۲۱ و در یازدهمین روز آتش‌سوزی، فاتح محمد ماچ‌اوغلو شهردار منطقۀ درسیم اعلام کرد که نیروهای نظامی ترکیه نه تنها مانع از کمک‌رسانی نیروهای مردمی برای خاموش کردن آتش شده‌اند، بلکه علیرغم ادعای انتقادآمیز اردوغان مبنی بر بی‌عملی شهرداری‌ها در برابر آتش‌سوزی جنگل‌ها، با بستن راه‌ها مانع از ایفای نقش شهرداری درسیم در انجام این کار نیز شده‌اند.
 در روز ۲۸ اوت، ۷۴ کانون وکلای ترکیه با انتشار بیانیه‌ای مشترک خواستار اقدام هرچه سریع‌تر حکومت برای خاموش کردن آتش‌سوزی در جنگل‌های درسیم شدند. همچنین کمال قلیچ‌داراوغلو رهبر حزب جمهوری‌خواه خلق نیز اعلام کرد که نماینده‌ای را از طرف حزبش برای حمایت از شهردار درسیم به این منطقه می‌فرستد. هیئت اعزامی این حزب در روز ۲۹ اوت در درسیم مورد استقبال دورالی جیلان فرمانده ژاندارمری درسیم قرار گرفت، اما وی به هیئت گفت که مناطق آتش‌سوزی دور از دسترس‌اند و رفتن به آن‌جا مقدور نیست. با این وجود نیروهای نظامی مانع از ورود هیئت اعزامی مشترک حزب دموکراتیک خلق‌ها و حزب مناطق دموکراتیک به مناطق جنگلی شد. صالحه آیدنیز ریاست مشترک حزب مناطق دموکراتیک و عضو هیئت مشترک اعزامی در جریان این بازدید آتش‌سوزی‌ جنگل‌های درسیم توسط نیروهای نظامی را نتیجۀ دشمنی آشکار حکومت ترکیه با مردم کرد دانست. در روز دوازدهم آتش‌سوزی اعلام شد که آتش به مناطق مسکونی منطقۀ اواجیک (پلور) سرایت کرده‌است و روستاییان خواستار مداخلۀ حکومت برای اطفای حریق شده‌اند. همچنین در روز سیزدهم نیز آتش‌سوزی جدیدی در منطقۀ جنگلی چشمۀ فیرتینا ولی حدفاصل مرکز درسیم و اواجیک رخ داد. در روز چهاردهم آتش‌سوزی اعلام شد که نیروهای نظامی با باز کردن راه به مردم منطقه اجازه داده‌اند تا خودشان برای خاموش کردن آتش اقدام کنند. در نتیجۀ اقدامات گروه‌های مردمی آتش‌سوزی جنگل‌های هوزات به میزان ۹۵ درصد کنترل شده‌است، اما در مناطقق اواجیک و چشمه فیرتینا ولی همچنان ادامه دارد.

## کمک جهانی
این کشور ها، برای کمک به مهار آتش، کمک فرستادند:
- آذربایجان - ۷۵۰ آتش نشان و ۹۳ کامیون [۱۹]
- کویت - آتش نشانان و 6 کامیون [۲۰]
- کرواسی - هواپیما [۲۱]
- فرانسه - هواپیما [۲۲]
- یونان - پیشنهاد ترکیه رد شد [۲۳][۲۴]
- اسرائیل - پیشنهاد ترکیه رد شد [۲۵][۲۶]
- جمهوری اسلامی ایران - هواپیما [۲۱]
- اسپانیا - هواپیما [۲۱]
- رومانی - هواپیما [۲۱]
- روسیه - هواپیما [۲۱]
- لهستان - بالگرد S-70i [۲۷]
- اوکراین - هواپیما [۲۱]